# Lega Nazionale B 2009-2010 (calcio femminile)
La Lega Nazionale B 2009-2010, campionato svizzero femminile di seconda serie, si concluse con la promozione del San Gallo.

## Partecipanti
| Club          | Città         | Stadio                    | Capacità |
| ------------- | ------------- | ------------------------- | -------- |
| Baden         | Baden         | Stadion ESP               | 7 000    |
| Chênois       | Chêne-Bourg   | Stade des Trois-Chêne     | ?        |
| Kirchberg     | Kirchberg     | Sonnmatt                  | 2 000    |
| LUwin.ch      | Ettiswil      | Sportanlagen Allmend      | 18 400   |
| Münsterlingen | Münsterlingen | Hafenfeld                 | 1 000    |
| Rapid Lugano  | Lugano        | Stadio comunale Cornaredo | 14 873   |
| Schlieren     | Schlieren     | Zelgli                    | ?        |
| Schwyz        | Schwyz        | Tschaibrunnen             | 450      |
| San Gallo     | San Gallo     | Espenmoos                 | 13 000   |
| Vétroz        | Vétroz        | Stade des Plantys         | ?        |

## Classifica finale
|  | Pos. | Squadra       | Pt | G  | V  | N | P  | GF | GS | DR  |
|  | ---- | ------------- | -- | -- | -- | - | -- | -- | -- | --- |
|  | 1.   | San Gallo     | 49 | 18 | 16 | 1 | 1  | 80 | 10 | +70 |
|  | 2.   | Schlieren     | 47 | 18 | 15 | 2 | 1  | 72 | 17 | +55 |
|  | 3.   | Rapid Lugano  | 36 | 18 | 11 | 3 | 4  | 51 | 27 | +24 |
|  | 4.   | Schwyz        | 29 | 18 | 8  | 5 | 5  | 43 | 29 | +14 |
|  | 5.   | Baden         | 26 | 18 | 7  | 5 | 6  | 31 | 33 | -2  |
|  | 6.   | Kirchberg     | 19 | 18 | 5  | 4 | 9  | 34 | 47 | -13 |
|  | 7.   | Münsterlingen | 17 | 18 | 5  | 2 | 11 | 19 | 45 | -26 |
|  | 8.   | Vétroz        | 16 | 18 | 5  | 1 | 12 | 27 | 74 | -57 |
|  | 9.   | Chênois       | 12 | 18 | 3  | 3 | 12 | 24 | 57 | -33 |
|  | 10.  | Lucerna       | 5  | 18 | 1  | 2 | 15 | 18 | 60 | -42 |

Legenda:

      Promosso in Lega Nazionale A 2010-2011.
       Ammesso allo spareggio promozione.
      Retrocesso in Lega Nazionale B 2010-2011.
Note:

Tre punti a vittoria, uno a pareggio, zero a sconfitta.

## Spareggio promozione
|           | Risultati |         | Luogo e data                               |  |
| --------- | --------- | ------- | ------------------------------------------ |  |
| Schlieren | 2 - 2     | Basilea | a Schlieren (campo Zelgli), 16 giugno 2010 |  |
|           |           |         |                                            |  |

- Il Basilea conserva il suo posto in Lega Nazionale A.